# Непростимо: Във вашия дом
Непростимо: Във вашия дом (на английски: Unforgiven: In Your House) е двадесет и първото pay-per-view събитие от поредицата Във вашия дом, продуцирано от Световната федерация по кеч (WWF). Събитието се провежда на 26 април 1998 г. в Грийнсбъро, Северна Каролина.

## Резултати
| №                                         | Резултати | Правила                                        | Време |
| ----------------------------------------- | --- | ---------------------------------------------- | ----- |
| 1                                         | Фарук, Кен Шамрок и Стив Блекман побеждават Нацията на доминация (Скалата, Д'Ло Браун и Марк Хенри) (с Кама Мустафа)                      | Шесторен отборен мач                           | 13:32 |
| 2                                         | Трите Хикса (ш) поб. Оуен Харт | Индивидуален мач за Европейската титла на WWF  | 12:26 |
| 3                                         | Новият среднощен експрес (Привлекателния Барт и Бомбастичния Боб) (ш) (с Джим Корнет) поб. Рокенрол експрес (Рики Мортън и Робърт Гибсън) | Отборен мач за Световните отборни титли на NWA | 7:12  |
| 4                                         | Луна Вашон (с Кечистът, известен преди като Златен прах) поб. Сейбъл                                                                      | Мач с Вечерна рокля                            | 2:50  |
| 5                                         | Разбойниците на Новото време (Били Гън и Роуд Дог) (ш) поб. Легионът на смъртта 2000 (Животното и Ястреба) (със Съни)                     | Отборен мач за Световните отборни титли на WWF | 12:13 |
| 6                                         | Гробаря поб. Кейн (с Пол Беърър) | Инферно мач                                    | 16:00 |
| 7                                         | Дюд Лав поб. Ледения Стив Остин (ш) чрез дисквалификация                                                                                  | Индивидуален мач за Титлата на WWF             | 18:49 |
| - (ш) – указва шампиона/шампионите в мача | |                                                |       |